# 林肯鎮區 (堪薩斯州里諾縣)
林肯鎮區（英語：Lincoln Township）是位於美國堪薩斯州里諾縣的一個行政鎮區。

## 地方資料
林肯鎮區的面積為93.50平方千米，當中陸地面積為93.45平方千米，而水域面積為0.05平方千米。根據2010年美國人口普查的數據，當地共有人口680人，而人口密度為每平方千米7.27人。

## 外部連結
- US-Counties.com
- City-Data.com （页面存档备份，存于）